# Cantó d'Étables-sur-Mer
El cantó d'Étables-sur-Mer (bretó Kanton Staol) és una divisió administrativa francesa situat al departament de Costes del Nord a la regió de Bretanya.

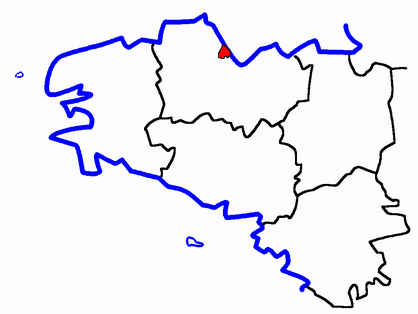
Situació del cantó

## Composició
El cantó aplega 6 comunes :
| Nom bretó           | Nom francès          | Nom gal·ló |
| Binig               | Binic                | Binic      |
| Staol               | Étables-sur-Mer      | Establ     |
| Lannidig            | Lantic               |            |
| Plourc'han          | Plourhan             |            |
| Sant-Ke-Porzh-Olued | Saint-Quay-Portrieux |            |
| Treveneg            | Tréveneuc            |            |

## Història
| Data d'elecció                           | Identitat   | Partit | Qualitat             |
| ---------------------------------------- | ----------- | ------ | -------------------- |
| març 2004                                | Loïc Raoult | PS     | alcalde de Plourhan. |
| les dades anteriors no són pas conegudes |             |        |                      |
|                                          |             |        |                      |